# 菲律宾
菲律賓共和國簡稱菲律賓，是位於東南亞的一個群島國家。其地理位置處於西太平洋，北隔呂宋海峽與臺灣相望，南隔西里伯斯海與印度尼西亚相望，西隔南海與越南相望，東邊則為菲律宾海。作為一個座落於環太平洋地震帶上的熱帶國家，菲律賓常年飽受地震與颱風侵襲，然而其氣候環境也造就了豐富的自然資源與生物多樣性。菲律賓群島由约7000個島嶼組成，可分為呂宋島、米沙鄢群島和棉兰老岛三大島群。其國內人口約9,300萬，加上約1,100萬海外菲律賓人，2015年時總人口破億（世界第12名），成為東南亞第二個人口破億的國家。
菲律賓群島上的種族與文化為數眾多，史前的尼格利陀人可能是該地區最早的居民，隨後南島民族的遷徙帶來了南島語系語言，隨著宗教與貿易的發展，各地分別受到了印度文化、中華文化與伊斯蘭文化的影響，當代菲律賓則以基督教文化為主流，以擁有超過一億基督徒成為亞洲最大基督教國家以及全球第三大基督教國家（僅次於美國及巴西）。1521年，麥哲倫探險隊航海抵達此地，隨後西班牙人於1565年至1571年期間陸續佔領菲律賓群島，其中航海家洛佩茲更以王太子的名字命名為費利佩群島（西班牙語：las Felipinas），展開長達300多年的統治。19世纪末期，菲律賓經歷了對西班牙革命、美西战争及美菲戰爭之後，成為美國殖民地，於第二次世界大战期間被日本佔領，並在戰後的1946年獨立。獨立至今，菲律賓經歷過數次的經濟快速成長，然而，政局動盪、貪污問題及社會不安成為了阻礙其發展的一大因素。此外，其國內還有嚴重的貧富差距。近年來，菲律賓的經濟有所改善，北部各島嶼、马尼拉的建設達到新興國家水準，該國在金融風暴之前曾獲得過亞洲四小虎的稱號。
菲律賓是新兴市场国家、新兴工业化国家，其经济正从农业为主转型为服务业和制造业为主。菲律宾是联合国、世界贸易组织、东南亚国家联盟、亚太经合组织、东亚峰会的创始成员国，亦是美国的主要非北约盟友。

## 国名
1542年，西班牙航海家鲁伊·洛佩斯·德比利亚洛沃斯将莱特岛和萨马岛取名为“费利佩群岛”（Felipinas），以当时的阿斯图里亚斯亲王费利佩命名。后来，西班牙人即以费利佩群岛（Las Islas Filipinas）称呼其在今日的菲律宾群岛的全体领地（p. 6）。此前，西班牙文还有过“西部群岛”（Islas del Poniente）、“东部群岛”（Islas del Oriente）、“麦哲伦群岛”、“圣拉萨罗群岛”（San Lázaro）等的旧称。
19世纪末菲律宾革命期间，新生的馬洛洛斯國會宣布建立费利佩共和国（República Filipina，即菲律宾第一共和国），随后随着美国殖民菲律宾群岛，其英语化的称呼“菲律宾群岛”（the Philippines）变得更为常用，并由瓊斯法案官方确定此名称。在英语语法中，该复数形式即含有“群岛”之义。1935年菲律宾宪法即以菲律宾共和国（Republic of the Philippines）为国名，延续至今。
中文旧称菲律滨、小吕宋。

## 历史

### 史前時代
南島語系人群被推測，至少在距今四千多年以前，已抵達菲律賓，這個時代的考古遺址，出現了源自台灣的玉石原料。表示當時菲律賓的南島人群，與台灣原住民存在貿易情形。
至約公元前1000年，菲律賓定居者可以分為四個較為明顯的族群，包含狩獵採集者，戰士社會，港口族群。
中國與菲律賓的古代聨繫：据中国史料记载，226年（東吳黃武五年），東吳官員宣化從事朱應、中郎康泰浮海巡撫，也曾到過今天菲律賓境內的臣延、耽蘭和杜薄。事實上，菲律賓也曾出土過公元3世紀的中國瓷器。
唐、宋時期，漢人與菲律賓各地有貿易往來。

### 苏禄苏丹国
1380年，伊斯蘭傳教士阿爾·馬卡敦首先把伊斯蘭教傳入菲律賓的蘇祿。1390年，来自苏门答腊的米南加保人在菲律宾建立了苏禄苏丹国。1405年（明永乐三年），郑和下西洋，巡莅菲律賓群島。郑和奉永樂帝詔書封旅菲侨领許柴佬爲呂宋總督，統攬該地區的財、軍、文大權二十年之久。1417年（明永乐十五年），苏禄王親自率使臣到中國拜見明成祖，回程路上病死于山东德州。明成祖派礼部郎中陈士启前往祭奠，以国王礼节将扒哈剌葬于德州，并赐谥号“恭定”。安葬扒哈剌后，西王、峒王一行辞别归国，而东王一家除长子都马含回国嗣位外，其余家属包括王妃葛本宁、叭都葛苏性，次子安都禄、三子温哈剌等10人留德州守墓。另外，中国史籍中的提及的麻逸、古麻剌朗等國皆於今日菲律賓國內。

### 殖民地时期

#### 伊斯蘭政權
1450年-1520年間有多位阿拉伯人到菲律賓南部各地傳教，並建立多個蘇丹政權；1450年，阿拉伯商人謝里夫·阿布·巴卡爾（Abu Bakar）從印尼蘇門答臘到菲律賓南部蘇祿群島的霍洛島與沿海地區宣傳穆斯林教義，後自稱阿布·巴卡爾蘇丹並建立伊斯兰政权：環蘇祿海伊斯蘭蘇丹王國；1475年，阿拉伯人謝里夫·卡本蘇旺（Kabungsuwan）從馬來西亞柔佛到菲律賓南部民答那峨島的哥打巴托市傳教，宣達穆斯林教義到民答那峨島內陸地區並建立蘇丹政權。穆斯林到菲律賓南部宣傳教義也為原本部落帶來穆斯林的文化與法律制度，菲律賓南部的部分部落酋長稱謂也改稱蘇丹。

#### 西班牙殖民時期
1521年麦哲伦率领西班牙探险队於地理大發現首次環球航海時抵達此地，麦哲伦亦是在此地被土著砍死。1542年，西班牙人以王子腓力（即後來的腓力二世）之名，將此群島命名為，成為「菲律賓」名稱的由來。
1565年，宿霧島被西班牙人所占领。1571年，西班牙人侵占吕宋島，建马尼拉城。1594年，西班牙人公告馬尼拉成為菲律宾群島的首都。此即西班牙统治菲律宾的開始。來自美洲西班牙領土的殖民者，主要來自墨西哥和秘魯，很快就來到了菲律賓。 墨西哥獨立戰爭切斷了通往拉丁美洲的貿易路線後，歐洲人才來到菲律賓。

#### 菲律賓第一共和國
1896年8月，安德烈·滂尼发秀领导的卡的普兰（Katipunan）在马尼拉近郊的马林塔瓦克山（卽巴林塔瓦克山）发动起义，各地响应，进攻西班牙殖民军。次年阵营内部发生分裂，埃米利奧·阿奎納多（Emilio Aguinaldo）篡夺领导权，杀害滂尼发秀，并与西班牙殖民者妥协。但起义者坚持斗争，后起义者几乎占领全国。埃米利奧·阿奎納多於5月17日乘美艦麥克科洛济（Mc culloch）號返菲活動。1898年6月12日菲律賓宣告脫離西班牙独立，建立第一共和。1899年2月，美國發動美菲戰爭入侵菲律賓，新生的菲律賓共和國隨之瓦解。

#### 美國殖民時期
1898年菲律賓宣告独立。同一年美西戰爭爆發，12月10日，西班牙被美国打敗，簽署《巴黎和約》。美國政府給西班牙2,000萬美元購買菲律賓主權，菲律賓美國統治时期开始，菲律賓成為美國的殖民地，以及美國在亞太補給的軍事基地。
1916年8月29日美國國會通過菲律賓自治法案，該法案成為菲律賓1934年立法以前的憲法基礎，1916年10月3日菲律賓舉行選舉，建立了菲律賓參議院。1919年2月23日菲律賓獨立代表團赴美國華盛頓首府遊說請願、另赴國會備忘錄表明菲律賓已經做好獨立準備。1920年美國總統伍德羅·威爾遜在美國國會進行告別演說，呼籲國會通過菲律賓獨立法案但未獲得美國國會同意。
1934年3月菲律賓參議院議長曼努埃爾·奎松組團赴美國國會進行遊說，美國國會通過泰丁斯·麥克杜菲法案規範菲律賓獨立需要進行的程序，1934年3月24日美國總統富蘭克林·德拉諾·羅斯福簽署泰丁斯·麥克杜菲法案成為正式法律，1934年5月1日菲律賓參議院通過泰丁斯·麥克杜菲法案。1934年7月10日菲律賓選舉出制憲會議代表。1934年7月30日菲律賓制憲會議起草菲律賓憲法。1935年2月8日，菲律賓制憲會議通過憲法草案。
1935年3月23日，美國總統富蘭克林·德拉諾·羅斯福簽署菲律賓憲法草案。1935年5月14日菲律賓舉行公民投票通過憲法草案。1935年9月17日菲律賓舉行正副總統大選，曼努埃爾·奎松當選菲律賓國協首任總統。1935年11月15日菲律賓國協正式建立。

#### 日本殖民時期
1941年12月7日，日本攻擊美國珍珠港，1941年12月8日日本攻擊菲律賓國協，1942年1月3日日本佔領馬尼拉頒布戒嚴法，實施軍事管理。1942年－1945年，第二次世界大战期间日本佔領菲律賓，1943年6月日本要求菲律賓召開新的制憲會議，研擬殖民政府的新憲法草案。

#### 菲律賓第二共和國
1943年10月建立菲律賓第二共和國（傀儡政權），日文漢字譯為「比律賓」。

### 独立时期

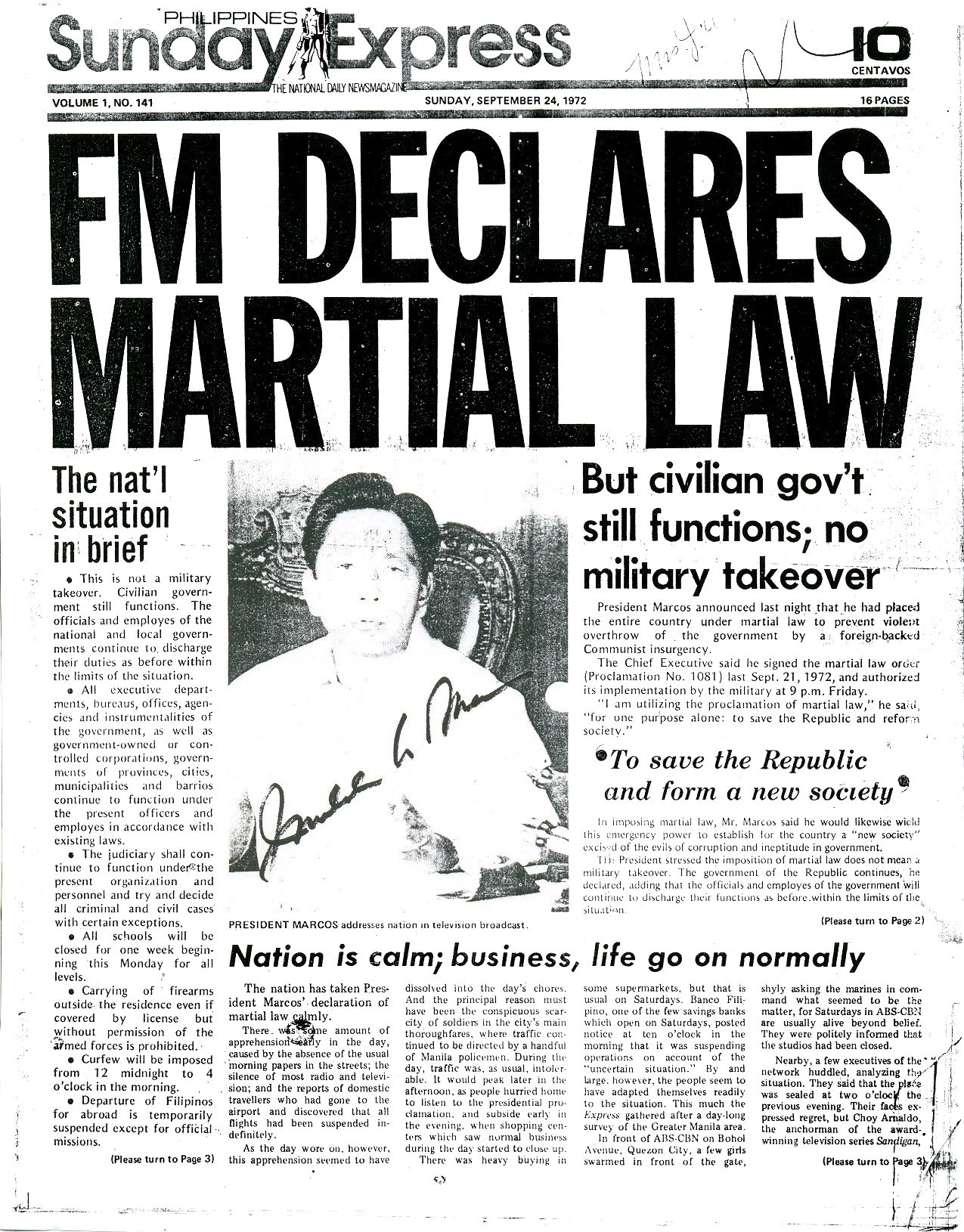
费迪南德·马科斯宣布实行戒严令

1946年7月4日，美菲达成《马尼拉条约》，菲律宾共和国（第三共和）完全独立并获得美国承认，惟美国仍在菲律宾保留军事基地（pp. 38–41）。拉蒙·麥格塞塞总统任内，致力于战后重建及镇压虎克軍反叛，皆取得成效，但此后多年，零星的共产主义叛乱长期困扰菲政府。卡洛斯·加西亞总统任内，出台菲律宾人第一政策，以促进菲律宾资本的扩张（p. 182）。迪奥斯达多·马卡帕加尔总统任内，将独立日由7月4日改为7月12日，以纪念菲律宾第一共和国独立，还在1963年声称拥有北婆罗洲东部领土的主权，造成和马来西亚的争端。
1965年，费迪南德·马科斯当选總統。马科斯的首个任期以外国借款推进基础设施工程，改善了菲国的经济条件（p. 58）。1969年，马科斯成功连任。1972年，马科斯临近宪法规定的任期限制，于是下令取消年限限制，宣布戒严，開始独裁統治，实施政治压迫和新闻审查。其亲信管理的垄断企业控制伐木、制糖和广播（p. 120）等关键行业。马科斯及妻子伊梅尔达被指控贪污，及挪用数十亿美元公款。马科斯政府任期初期大量举债，导致菲律宾经济在20世纪80年代陷入大衰退，1984年和1985年，经济规模年均萎缩7.3%（p. 212）。

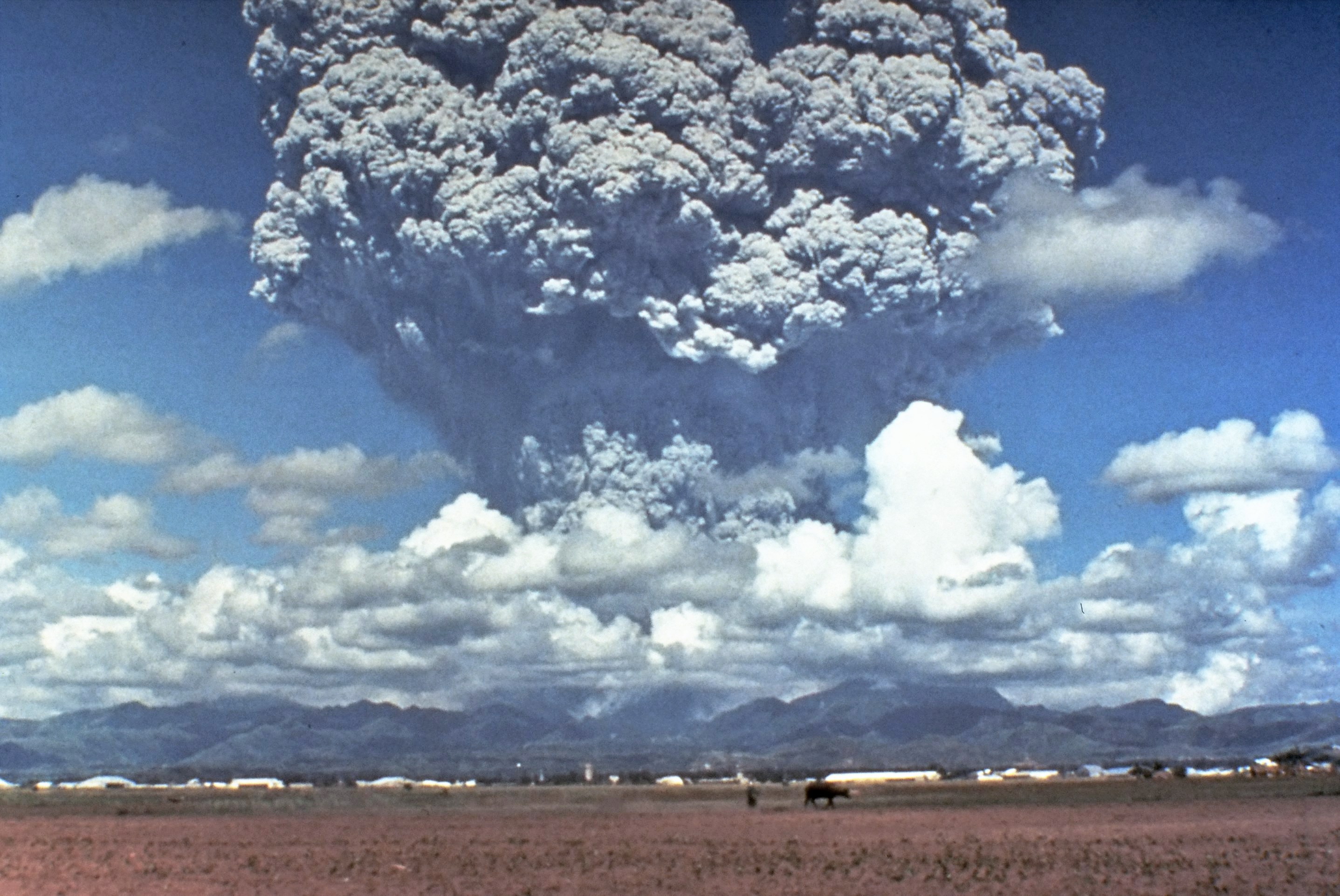
1991年，皮纳图博火山大喷发，强度位居20世纪第二位

1983年，反对党领袖、马科斯头号政敌小貝尼格諾·阿基諾在马尼拉国际机场遇袭身亡。1986年，马科斯宣布展开紧急总统选举，马科斯被指舞弊获选，引发人民力量革命，致使马科斯下台并流亡夏威夷，阿基诺的遗孀柯拉蓉继任总统。
柯拉蓉政府面临债务、腐败及政变等各种威胁（pp. xii, xiii），同时菲共和莫洛分离主义势力亦维持活跃。菲德尔·拉莫斯总统任内推行私有化和去管制化政策，以松绑经济，但同期遭遇1997年亞洲金融風暴波及。约瑟夫·埃斯特拉达总统任内推行公共住房计划，但面临腐败指控，因2001年人民力量革命而下台，总统职位由副总统阿罗约夫人接任。阿罗约夫人的九年任内，菲国经济快速增长1，但亦传出腐败丑闻。2010年继任的阿基诺之子貝尼格諾·阿基諾三世总统倡导善治及公开透明，经济亦持续增长（pp. 1, 3）。阿基諾三世同莫洛伊斯蘭解放陣線达成和平协议，订立邦萨摩洛组织法，意图授予穆斯林为主的邦薩摩洛地区自治权，但因馬馬薩帕諾衝突而延缓实行。
2016年达沃市市長罗德里戈·杜特尔特以大比數勝出總統選舉，成为菲律賓第一位來自棉兰老岛的總統。杜特尔特发起大规模的基础设施建设计划及打击贩毒产业的“毒品战争”，遏制毒品扩散，亦不惜以法外处决行为推进之。2018年，邦萨摩洛组织法正式生效，邦萨摩洛地区获得自治权。2020年初，菲律宾遭遇冠病疫情冲击，经济衰退，其GDP减少了9.5%，年度经济表现为1947年来最差。2022年，马科斯之子小费迪南德·马科斯胜选，而杜特尔特之女萨拉获选为副总统。

## 地理

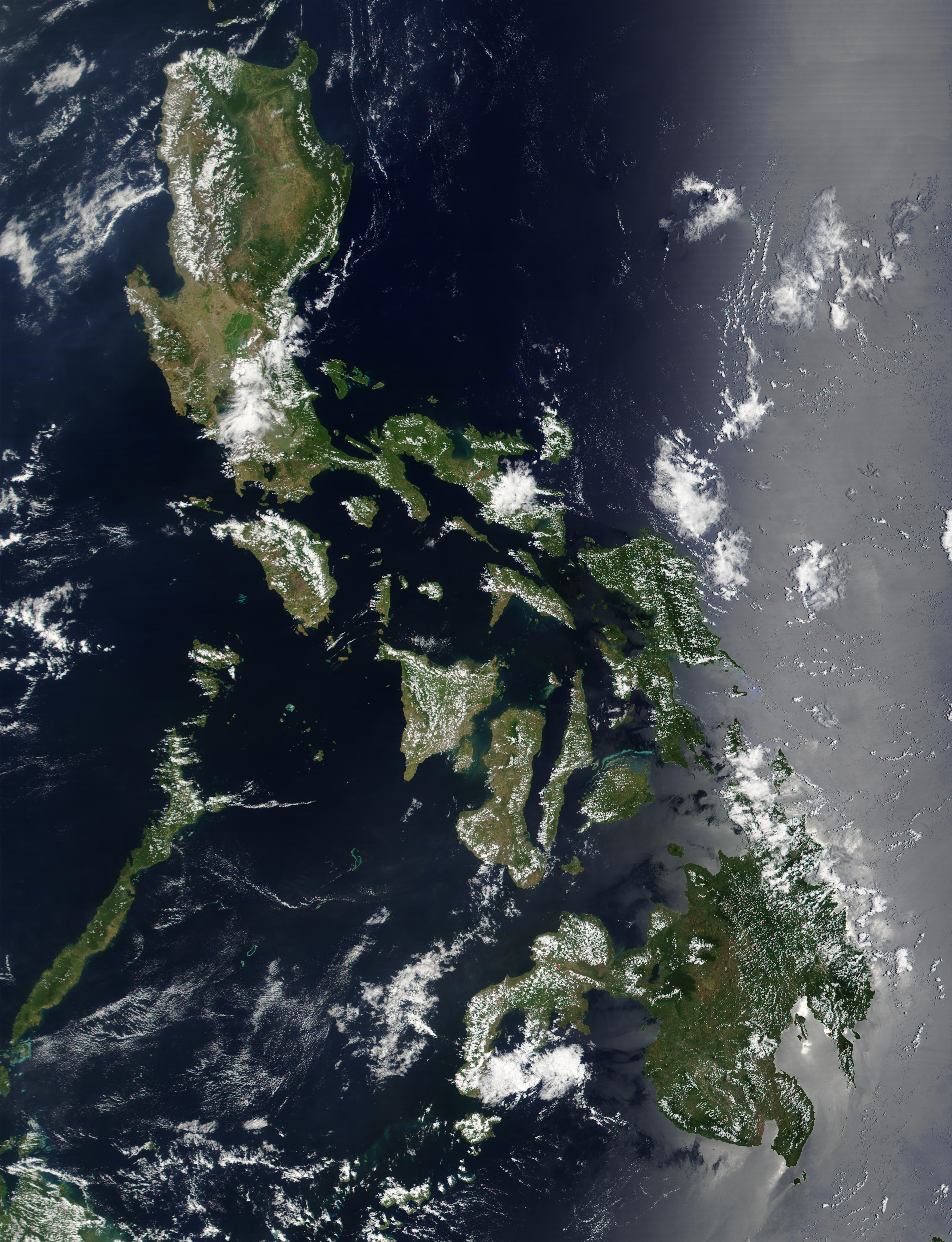
菲律宾衛星地图

菲律宾由7,107個島嶼組成，面積30萬平方公里，海岸線總長36,289公里，居世界第五位，菲律宾各岛多丘陵，仅吕宋岛中部有较大平原。全国有200多座火山，其中活火山21座。棉兰老岛的阿波火山是菲律宾的最高峰，海拔2,954米；吕宋岛的马荣火山是菲律宾最大的活火山，贝湖是全国最大湖泊。地震频繁。菲律宾海岸线长18,533公里，多天然良港，森林占地40%以上，矿藏有金、银、铬、铜、锰、铁等。
菲律賓周邊海域，如菲律賓與婆罗洲之間的苏禄海，涵蓋在珊瑚大三角範圍當中，有高度多樣的珊瑚礁生態系。

### 气候
菲律宾北部属海洋性热带季风气候，南部属熱帶雨林氣候，全国各地普遍炎热、潮濕，全年可分為三個季節，分別為3月至5月炎熱乾燥的熱季（tag-init或tag-araw），6月至11月的雨季（tag-ulan）及12月至隔年2月的涼季（tag-lamig）。5月至10月間的西南季風稱之為Habagat，11月至4月乾燥的東北季風則被稱為Amihan。氣溫通常介於21℃至32℃間，但隨著不同季節而有些許差異，1月最涼爽，5月為最熱的月份。
海平面温度约为27℃，热季与凉季温差仅为3℃，各月平均温差则为3℃ - 12℃。全国平均温度最高为33.2 - 39.9℃，最低为16.7 - 20.9℃，最高及最低气温的分布在全国无明显差别。海拔高的地区则温度略低，如海拔约1450米的碧瑶，平均温度比马尼拉低7.5℃ - 9.3℃左右。而菲律賓一些鄰近臺灣的地區，以巴丹群島為例：每逢冬季，如果中國大陸有較強的冷鋒南下，一般也會掠過，令巴丹群島甚至呂宋島佬沃，氣溫會降至攝氏20度以下。年降水量2500毫米左右。夏秋季多雨、多颱風。

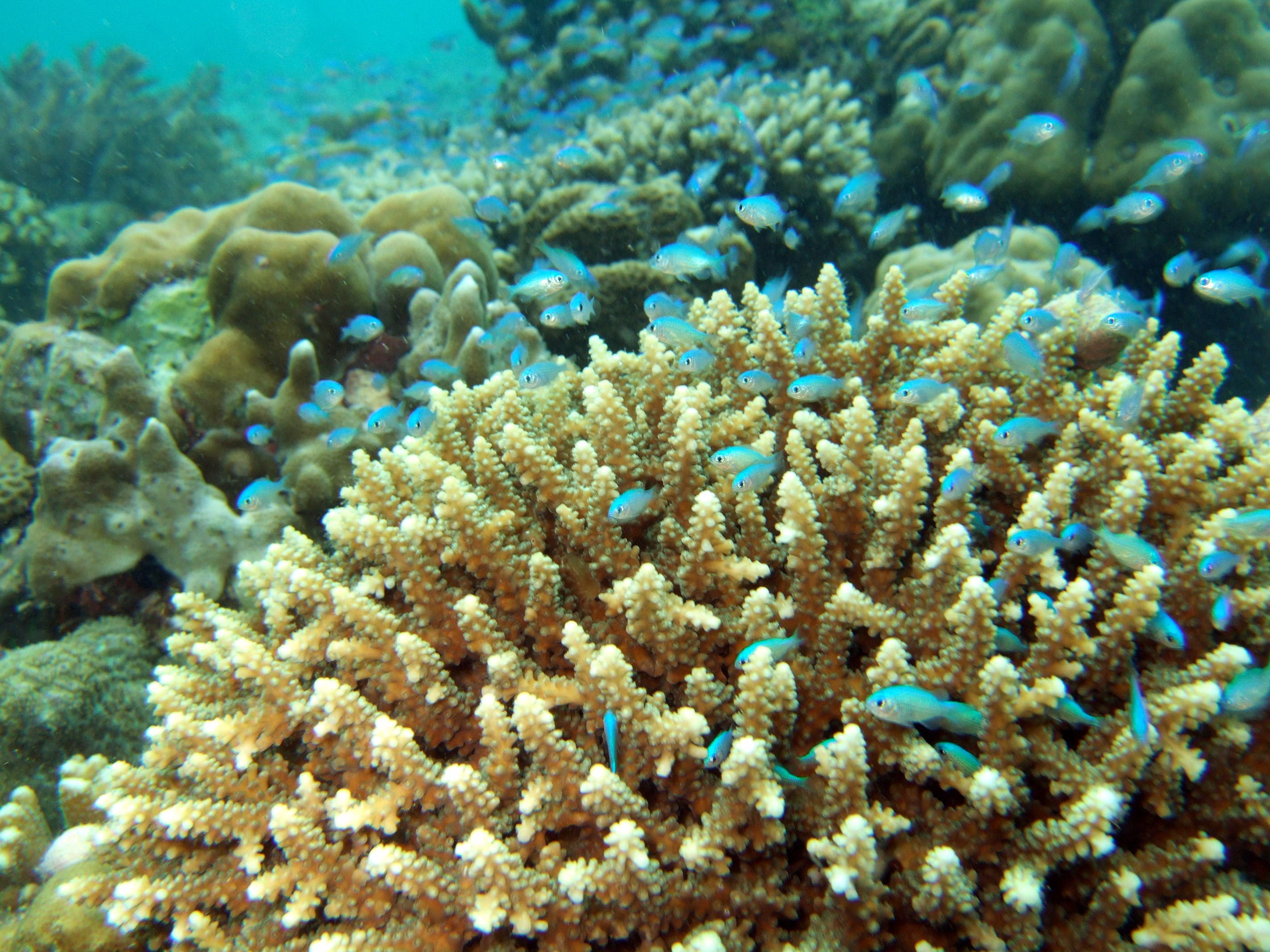
宿务岛墨宝的珊瑚礁

| 菲律宾                                                       | 菲律宾       | 菲律宾      | 菲律宾      | 菲律宾      | 菲律宾       | 菲律宾       | 菲律宾        | 菲律宾        | 菲律宾        | 菲律宾        | 菲律宾        | 菲律宾       | 菲律宾          |
| 月份                                                         | 1月          | 2月         | 3月         | 4月         | 5月          | 6月          | 7月           | 8月           | 9月           | 10月          | 11月          | 12月         | 全年            |
| ------------------------------------------------------------ | ------------ | ----------- | ----------- | ----------- | ------------ | ------------ | ------------- | ------------- | ------------- | ------------- | ------------- | ------------ | --------------- |
| 日均气温 °C（°F）                                            | 25.3 (77.5)  | 25.3 (77.5) | 26.1 (79.0) | 27.0 (80.6) | 27.3 (81.1)  | 26.8 (80.2)  | 26.5 (79.7)   | 26.3 (79.3)   | 26.3 (79.3)   | 27.3 (81.1)   | 26.0 (78.8)   | 25.5 (77.9)  | 26.3 (79.3)     |
| 平均降水量 mm（）                                            | 147.8 (5.82) | 99.4 (3.91) | 97.2 (3.83) | 93.3 (3.67) | 188.4 (7.42) | 235.9 (9.29) | 286.6 (11.28) | 273.1 (10.75) | 269.4 (10.61) | 273.7 (10.78) | 257.7 (10.15) | 226.7 (8.93) | 2,449.2 (96.44) |
| 来源：World Bank Climate Change Knowledge Portal (1990–2009) |              |             |             |             |              |              |               |               |               |               |               |              |                 |

## 政治
菲律宾是东南亚国家联盟主要成员国，也是亚洲太平洋经济合作组织21個成员国之一；1945年10月24日联合国建立之时，菲律宾也是其中参与国家。
菲律宾实行三權分立的总统制。总统是国家元首、政府首脑兼武装部队总司令，任期六年，但不能連任。由於總統選舉和副總統選舉是分別選出，因此會出現總統和副總統屬不同政黨。當總統無法履行職務時，副總統將會代行職務，當總統去世或辭職，而無法完成任期，副總統將會繼任總統。未能完成任期的總統如果擔任的年期沒有超過一半，可在下一個任期再次競選。
菲律宾實行兩院制，其中參議院24人，眾議院287人，其中229人分區直選，58人按政黨得票比例分配。參議員任期六年，眾議院任期三年。參議院每三年改選一半議席。

### 军事

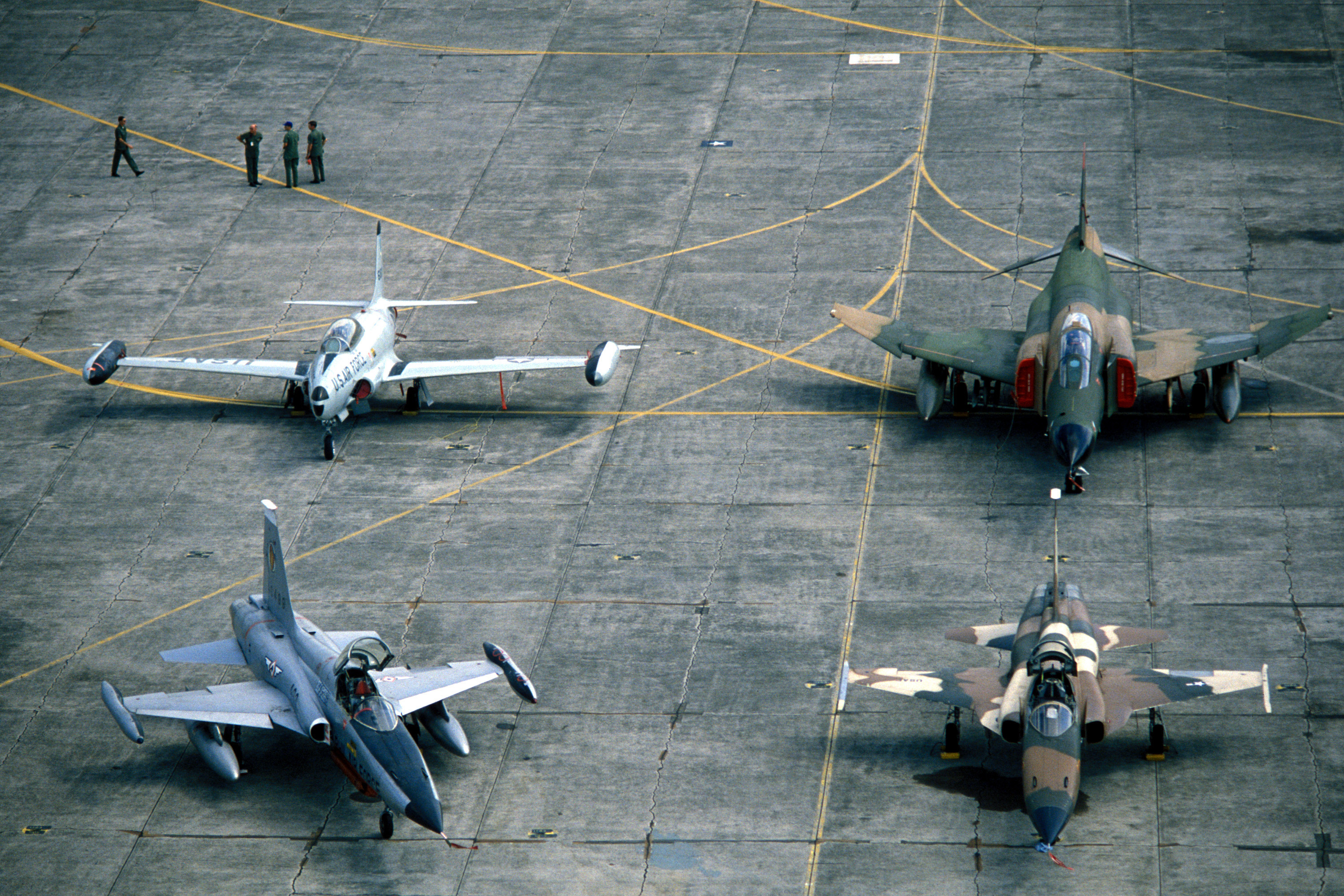
菲律賓軍隊所用的F-5A战斗机（左下）

菲律宾不实行征兵制，军人全部是志愿役。現役軍人12萬，預備役軍人13萬。1999年军费高达14亿美元，占国内生产总值（GDP）的2.2%。菲律宾軍队由陸海空三軍所組成。菲律宾海军拥有114艘舰艇，但大部份舰艇是一些小型近海巡逻艇。菲律賓的戰機目前為止只有幾架，大部分為外國軍援贈送。
2018年8月9日，菲律賓成功試射購買自以色列的艦艇用「增程型長釘飛彈」（Spike-ER）飛彈系統，這將使用在海軍於菲律賓沿海打擊恐怖份子與執行法律上。

## 行政区划
菲律宾分为吕宋岛、米沙鄢群島和棉兰老岛三个岛组，劃分為17個大區（包括国家首都区、科迪勒拉行政区和邦萨摩洛自治区在内），下设76个省，最大島為吕宋岛，首都為马尼拉。

## 人口
据菲律宾人口委员会的测算，2014年7月27日零时6分10秒，菲律宾人口达到1亿，主要以講南島語系語言的民族所构成（95.5%），包括維薩亞人、他加禄人、伊洛克人、邦板牙人、比科尔人、伊巴丹人，另外有尼格利陀人、摩洛人、华人、印度人、阿拉伯人與西班牙裔等。

### 城市
| 菲律賓最大城市排名 菲律宾统计局（2015年8月1日） | 菲律賓最大城市排名 菲律宾统计局（2015年8月1日） | 菲律賓最大城市排名 菲律宾统计局（2015年8月1日） | 菲律賓最大城市排名 菲律宾统计局（2015年8月1日） | 菲律賓最大城市排名 菲律宾统计局（2015年8月1日） | 菲律賓最大城市排名 菲律宾统计局（2015年8月1日） | 菲律賓最大城市排名 菲律宾统计局（2015年8月1日） | 菲律賓最大城市排名 菲律宾统计局（2015年8月1日） | 菲律賓最大城市排名 菲律宾统计局（2015年8月1日） | 菲律賓最大城市排名 菲律宾统计局（2015年8月1日） |
|                                                 | 排名                                            | 名称                                            | 行政区划                                        | 人口                                            | 排名                                            | 名称                                            | 行政区划                                        | 人口                                            |                                                 |
| ----------------------------------------------- | ----------------------------------------------- | ----------------------------------------------- | ----------------------------------------------- | ----------------------------------------------- | ----------------------------------------------- | ----------------------------------------------- | ----------------------------------------------- | ----------------------------------------------- | ----------------------------------------------- |
| 奎松市 馬尼拉                                   | 1                                               | 奎松市                                          | 馬尼拉大都會                                    | 2,936,116                                       | 11                                              | 帕拉納克市                                      | 馬尼拉大都會                                    | 665,822                                         | 达沃市 加洛坎市                                 |
| 奎松市 馬尼拉                                   | 2                                               | 馬尼拉                                          | 馬尼拉大都會                                    | 1,780,148                                       | 12                                              | 达斯马里尼亚斯                                  | 卡拉巴松                                        | 659,019                                         | 达沃市 加洛坎市                                 |
| 奎松市 馬尼拉                                   | 3                                               | 达沃市                                          | 达沃区                                          | 1,632,991                                       | 13                                              | 巴伦苏埃拉 (菲律宾)                             | 馬尼拉大都會                                    | 620,422                                         | 达沃市 加洛坎市                                 |
| 奎松市 馬尼拉                                   | 4                                               | 加洛坎市                                        | 馬尼拉大都會                                    | 1,583,978                                       | 14                                              | 巴科奧爾                                        | 卡拉巴松                                        | 600,609                                         | 达沃市 加洛坎市                                 |
| 奎松市 馬尼拉                                   | 5                                               | 宿霧市                                          | 中米沙鄢                                        | 922,611                                         | 15                                              | 三投斯將軍市                                    | SOCCSKSARGEN                                    | 594,446                                         | 达沃市 加洛坎市                                 |
| 奎松市 馬尼拉                                   | 6                                               | 三宝颜                                          | 三宝颜半岛                                      | 861,799                                         | 16                                              | 拉斯皮納斯市                                    | 馬尼拉大都會                                    | 588,894                                         | 达沃市 加洛坎市                                 |
| 奎松市 馬尼拉                                   | 7                                               | 達義市                                          | 馬尼拉大都會                                    | 804,915                                         | 17                                              | 马卡蒂                                          | 馬尼拉大都會                                    | 582,602                                         | 达沃市 加洛坎市                                 |
| 奎松市 馬尼拉                                   | 8                                               | 安蒂波洛                                        | 卡拉巴松                                        | 776,386                                         | 18                                              | 圣荷西卡波                                      | 中央吕宋                                        | 574,089                                         | 达沃市 加洛坎市                                 |
| 奎松市 馬尼拉                                   | 9                                               | 帕西格                                          | 馬尼拉大都會                                    | 755,300                                         | 19                                              | 巴科洛德                                        | 内格罗斯岛                                      | 561,875                                         | 达沃市 加洛坎市                                 |
| 奎松市 馬尼拉                                   | 10                                              | 卡加延德奥罗                                    | 北棉兰老                                        | 675,950                                         | 20                                              | 文珍俞巴市                                      | 馬尼拉大都會                                    | 504,509                                         | 达沃市 加洛坎市                                 |

### 族群组成
根据2000年的普查，菲律宾的族群组成为：

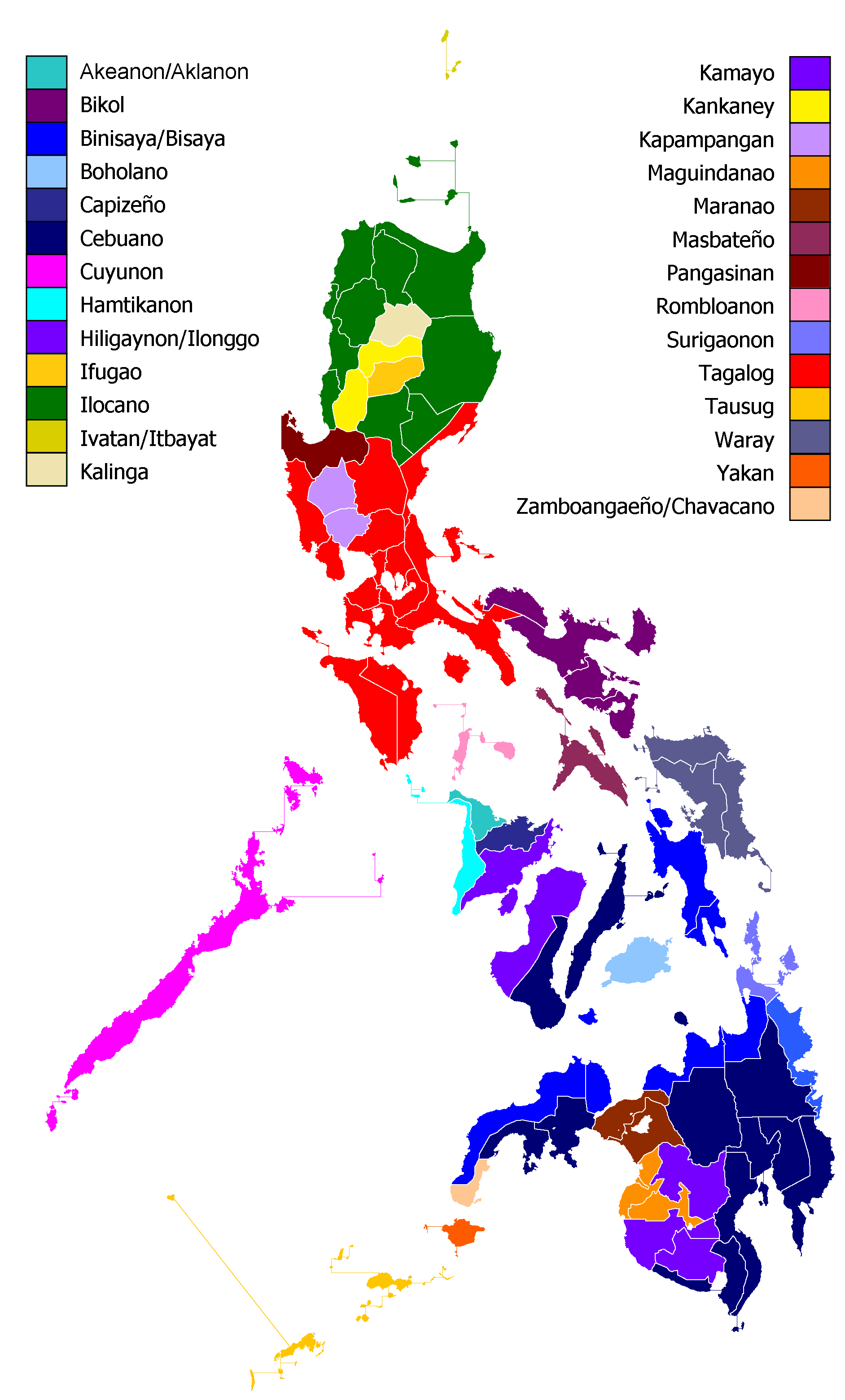
菲律宾各省主要族裔地图

- 維薩亞人：31.6%（其中宿霧人占13.1%，希利盖农人（英语：Hiligaynon people）占7.5%，瓦瑞人（英语：Waray people）占3.4%，其他維薩亞人占7.6%）
- 他加祿人：28.1%
- 伊洛克人：9%
- 比科尔人：6%
- 其他民族：25.3%。

#### 菲律宾华人
菲律賓華人，几乎遍佈全菲各地。據統計，目前在菲律賓人口的華人約有百萬，其中先祖來自福建閩南者（泉州、漳州、廈門）十之八九，當中又以泉州為最，其餘約百分之十，以廣東籍為多。
福建籍華人中，以原屬泉州府的三邑（晉江縣、惠安縣、南安縣）等縣最多，大部份居住在呂宋島，尤其是大馬尼拉地區，所經營的工商業和文教事業，也以在大馬尼拉地區的最為發達。
原屬泉州府同安縣（今廈門市和金門縣）、漳州府龍溪、海澄（今合併為龍海市）等，大多數在中部維薩亞斯地區的宿霧等地，和民答那峨島各處。
臺灣人因對菲律賓有投資事業，投資人眷屬及應聘前來之經營管理或製造技術人員，早年來菲人數不少，但近年來已逐漸減少，陸續被中國大陆與越南等其他國家和地区的產業所取代。

#### 西班牙裔菲律賓人
西班牙裔菲律賓人，或稱在菲律賓的西班牙人，是指始祖或者本人有西班牙人血統的菲律賓人，但具體人数不詳，他們多來自安達盧西亞，少數來自加泰隆尼亞和巴斯克。
菲律賓曾為西班牙帝國殖民地，歸新西班牙副王區管理，很多西班牙人作為行政人員、軍人、教士來到菲律賓定居生活，而在1821年墨西哥獨立後，菲律賓直接歸馬德里管理。
他們逐漸和當地土著融合，但仍以白人祖先為榮，他們在菲律賓社會起著很大影嚮力。1565年至1898年間，來自拉丁美洲和西班牙的西班牙人往返於菲律賓群島。這有助於西班牙裔融入日常社會。根據德國著名民族學家費奧多爾·賈戈爾（Fyodor Jagor）在1818年進行的一項題為“外國人眼中的前菲律賓”的研究，呂宋島至少有三分之一的居民是西班牙人的後裔，或多或少與來自南美，中國和印度的移民混合在一起，當時絕大多數軍事人員都是拉丁美洲血統。
西班牙裔菲律賓人目前占菲律賓上層和中產階級的大部分。許多人要麼從政，要麼是工商業、娛樂和體育部門的高級管理人員。許多菲律賓精英家族王朝，政治家族都是西班牙血統。

### 语言
依據不同分類方法，菲律賓有120到175種語言和方言。幾乎全屬於南島語系馬來-波利尼西亞語族，僅有零星例外，如查瓦卡諾語是一種來自羅曼語族的克里奧爾語。菲律賓有兩種官方語言（菲律賓語和英語）。而截至2017年，有19種官方輔助語言（地區語言）。若包括第二語言的使用者，使用菲律賓語的人口還是多於英語。
現今菲律賓本土文字（如庫利坦字母、塔格巴努瓦字母等）的使用很少；主要由於西班牙和美國的殖民經歷，菲律賓語言今日大多使用拉丁字母。然而，最著名的菲律賓本土文字貝貝因字母仍存在一些官方應用，用來書寫菲律賓鈔票上“Pilipino”一詞。另外，菲律賓南部一些穆斯林地區也使用阿拉伯字母。

### 宗教
- 天主教：菲律賓和東帝汶是亞洲僅有的兩個天主教國家。天主教徒佔菲律賓人口的83%；從西班牙傳入五百年來一直對菲律賓的政治和社會產生巨大影響。1986年馬可仕和2001年艾斯特拉達被迫下臺，天主教會都發揮了重要作用。全國城鄉各處遍佈大小教堂和售賣天主教用品的店鋪。菲律賓有四座巴洛克風格教堂已列為世界文化遺產，分別坐落在馬尼拉、聖瑪利亞、帕瓦伊和米亞高。菲律賓還擁有世界上最長的聖誕季，從12月16日開始。
- 新教：信徒佔人口的9%，乃是菲律賓信徒人口成長率最高的宗教。
- 伊斯蘭教：信徒佔人口的5%，集中在南部的民答那峨島西部。

此外，仍有許多華人信奉着道教與佛教；土著民族信仰著原始宗教。

## 文化
菲律宾在歷史上一直沒有特有而一致的「菲律賓文化」。主要原因之一乃由於菲律賓是個「七千島國」，各地有太多不同的語言，彼此不一定能充分交流，文化發展和特色都非常局部性；現有80餘種語言在境內使用。自古以來有許多移民遷居於菲律賓，各種東西方文化在此交匯，包括馬來西亞、印度尼西亞、西班牙、荷蘭、中國、墨西哥和美國。
菲律宾很早就有了丰富的口头文学，包括戏剧、史诗、抒情诗、神话、谜语、谚语等多种样式。如古代伊富高人的叙事诗《阿丽古容》、《邦都地区的狩猎歌》、《孤儿之歌》，民答那峨島玛拉瑙人的史诗《达兰岗》等。16世纪西班牙殖民者入侵后，盡毁菲律宾民族文学，早期的书面文学几乎凋零殆尽。弗兰西斯科·巴尔塔萨尔是近代菲律宾文学的开路人，他的《弗罗兰第和罗拉》（1838）批判殖民统治，歌颂爱情与自由。爱国者黎刹创作了控诉小说《不许犯我》（另譯《社會毒瘤》，1887）和《起义者》（1891），揭露神权统治的虚伪，对独立运动深有影响。

### 节日
| 日期         | 中文名       | 當地名                       | 備註                   |
| ------------ | ------------ | ---------------------------- | ---------------------- |
| 1月1日       | 元旦         | Bagong Taon                  |                        |
| 1月份或2月份 | 中国農曆新年 | Chinese New Year             | 正月初一，每年不一樣   |
| 3月份或4月份 | 聖週         | Semana Santa                 | 天主教節日，每年不一樣 |
| 3月份或4月份 | 復活節       | Linggo ng Pagkabuhay         | 天主教節日，每年不一樣 |
| 4月9日       | 巴丹日       | Araw ng Kagitingan           | 紀念二戰陣亡戰士       |
| 5月1日       | 勞動節       | Araw ng Manggagawa           |                        |
| 6月12日      | 国庆日       | Araw ng Kalayaan             |                        |
| 8月份        | 國家英雄日   | Buwan ng Wika                | 8月最後的星期一        |
| 11月1日      | 亡人節       | Undas                        | 亡人節，瞑目節         |
| 12月25日     | 聖誕節       | Pasko                        | 聖誕節                 |
| 12月30日     | 黎刹日       | Araw ng Kabayanihan ni Rizal | 紀念民族英雄黎刹就義   |

## 經濟

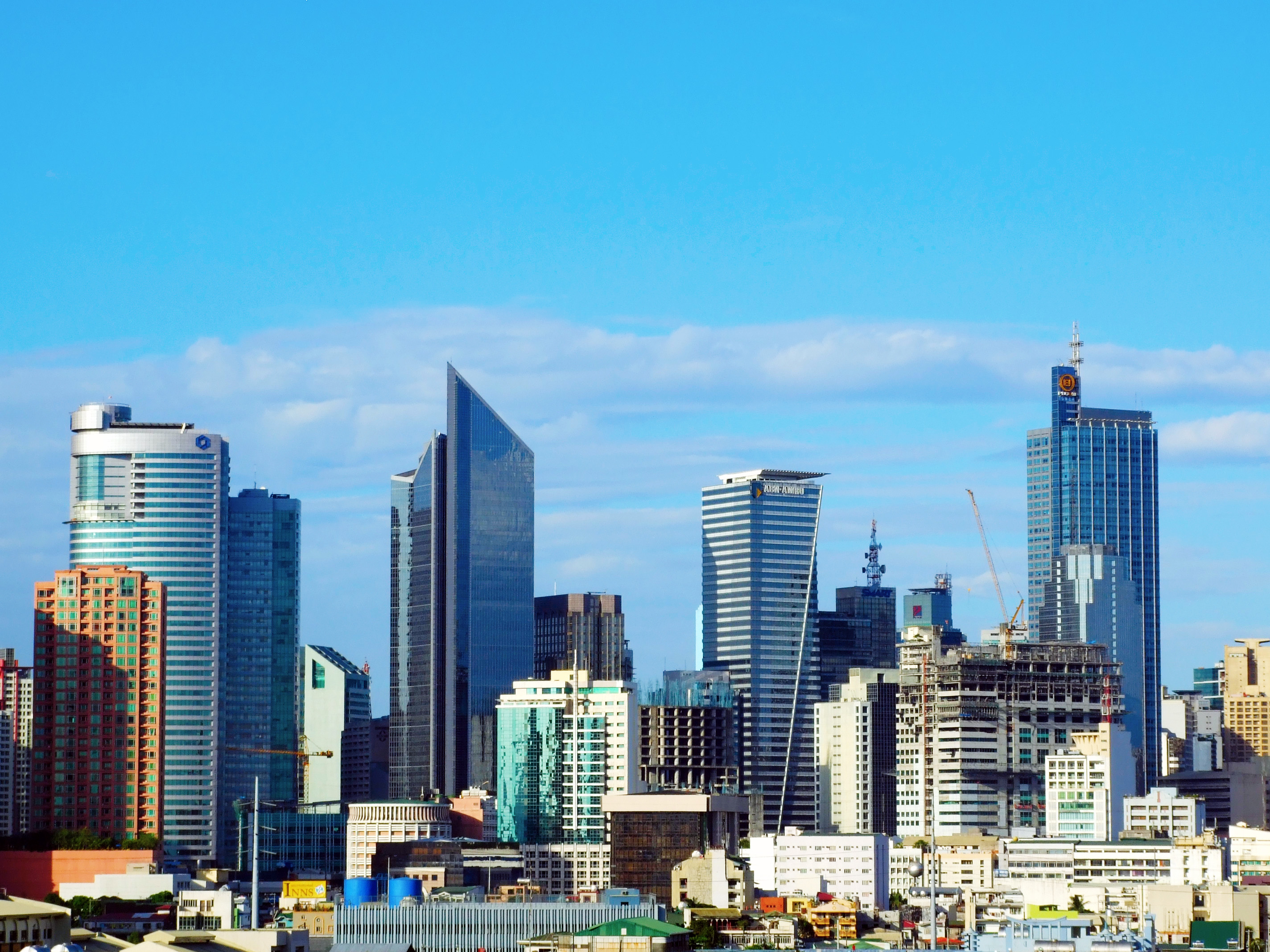
菲律宾的金融中心马卡蒂

菲律賓的法定貨幣為菲律賓披索（₱ or PHP）。
2006年，菲律賓被世界銀行依購買力平價列為第36大經濟體。目前，菲律賓經濟規模居世界第39位，2015年時的國內生產總值（國際匯率）為2,924.51億美元，是新興工業國家及世界的新興市場之一。首都馬尼拉為國際第24大購買力城市。菲律賓人均所得大約為1455美元（2007年），為發展中國家，貧富差距較大。
菲律賓在二戰後，其人均所得曾與香港、新加坡相當，屬亞洲最富國之一，但隨即在1950年代後，其人均所得陸續被臺灣與韓國超越。在獨裁者馬可仕主政期間，由於裙帶資本主義的腐化與權力尋租行為的橫行，菲律賓的貧富差距不斷擴大，從1966年到1971年，菲律賓儘管字面上失業率從7.2%下降到5.2%，實際上貧困卻進一步加劇，人均所得在70、80及90年代，分別接續被泰國、印尼和中國超過。至今菲律賓的貪污問題仍根深柢固，亦冠絕全東南亞，使得全國三分一人口處於貧窮線下，每日生活費不足一美元。
現今菲律賓的產經結構以農業及工業為主，尤其著重於食品加工、紡織成衣以及電子、汽車組件等輕工業。大部分的工業集中於馬尼拉大都會的市郊。此外，宿霧大都會近來也成為吸引外國及本地投資的另一個地點。菲律賓的礦業有很大的潛力，擁有大量儲備的鉻鐵礦、鎳及銅。近來在巴拉望外島發現的天然氣，也是菲律賓豐富的地熱、水力及煤炭等能源儲備的一部分。
菲律宾主要出口品包括半導體、電子產品、運輸設備、成衣、銅製品、石油製品、椰子油及水果。菲律宾是世界第二大的香蕉出口国。主要貿易伙伴為美國、日本、中國、新加坡、南韓、荷蘭、香港、德國、台灣及泰國。
自從2010年艾奎諾就任總統後，政治全面改革，經濟逐步改善、外資投資大量注入，2014年經濟成長率高達6.1%，且人口紅利極高，2023年平均人口年齡僅25歲，更擁有超過3,000萬的中產階級人數，獲專家譽為還有35年蓬勃發展光景之國家。
且菲律賓目前總人口數已破一億，每年約有1,100萬的海外勞工將從世界各地打拼所得資產帶回菲國，金額高達250億美元，造就菲律賓當地經濟蓬勃發展，薪資收入高於平均中產階級水平的人數也逐年增加，並且把所有國債完全還清，並有額外收入。為改善生活狀況，大量的菲律賓女性前往亞洲其他國家和地區成為傭工。
這使當地房產市場的消費族群不僅有外來的長駐者及投資者，同時內需買盤強力支撐，國內買家占消費者總比的五成，根據全球房地產指南（Global Property Guide）指出，2014年第一季菲律賓房地產的漲幅度驚人，排名世界第五。

### 交通

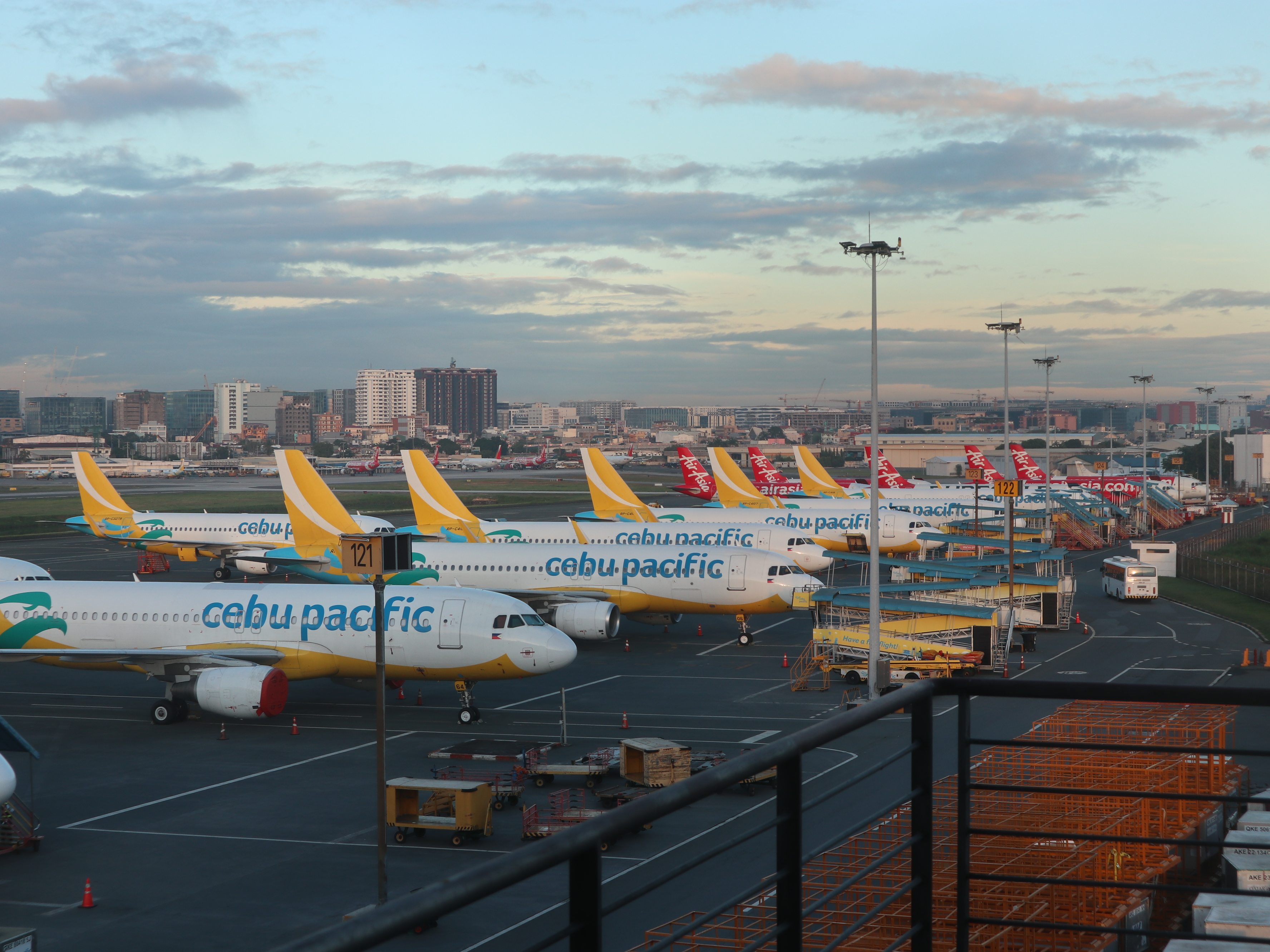
尼诺伊·阿基诺国际机场及其中停靠的宿务太平洋航空飞机

菲律賓的运输基本设施相對不發達。這是由於菲律賓的多山岭地勢及零散的岛屿所導致，又由於多屆政府對於菲律賓运输基础设施方面的投资不足。在2013年，菲律賓基础设施投资相当于該國3%的GDP，比鄰近國家低。菲律賓總共有213,151公里的道路，但只有25.56%是鋪有混凝土。
阿基诺三世政府提出多個项目去改善國家的基础设施和运输系统。現時菲律賓的主要城市及城镇廣泛使用巴士、吉普车、的士及机动三轮车。2007年，菲律賓有553万已註冊机动车辆，平均年增長為4.55%。馬尼拉大都會區周邊則有菲律賓國家鐵路、馬尼拉都會區地鐵、馬尼拉捷運、馬尼拉輕軌等都市軌道交通跟城際鐵路提供服務，為全菲律賓公共運輸發展最完善且快速的地區。
現時菲律宾85個國立机场管理及安全規管由菲律宾民用航空局負責。尼诺伊·阿基诺国际机场及克拉克国际机场服务大马尼拉地区。亞洲最古老的商业航空公司菲律賓航空，及當地知名的廉價航空宿霧太平洋航空，是菲律宾主要的航空公司，提供國內及國際航空服务。
各島之間的交通以航空、航海為主，故菲國航空業相當發達。國際線方面，尼诺伊·阿基诺国际机场是主要的機場，菲律賓航空公司是主要的航空公司，往返於马尼拉及亚洲各国首都之间。宿霧太平洋航空為第二大航空公司，以低價促銷的方式吸引顧客。
在國內線則有菲鷹航空（菲律賓航空公司的子公司）、亞航飛龍航空和宿翱航空（原東南亞航空）。

### 旅遊业
旅遊業是菲律賓的重要產業之一。國內有大量自然風光，加上曾受殖民統治，興建大量建築，故旅遊資源豐富
- 图巴塔哈群礁海洋公园（世界自然遗产）
- 菲律宾的巴洛克教堂：聖奧古斯丁教堂（馬尼拉）（世界文化遗产）
- 菲律賓科迪勒拉山水稻梯田（世界文化遗产，巴拿威鎮（英语：Banaue））：2000多年前开辟，因地處偏遠擁有未受殖民政府毀壞的原始景觀，世界最大梯田與世界最大人造灌溉系统。
- 美岸（维甘）古城（世界文化遗产）：亚洲保存得最完好的西班牙殖民城市。
- 公主港市北方的公主港地下河國家公園（或稱：普林塞萨港地下河国家公园）（世界自然遗产）
- 宿霧省：麦哲伦十字架、圣佩多要塞、圣婴教堂、哥伦路、巧克力山、麦克坦岛、薄荷岛沙滩和罗博儿童合唱团和Malapascua島[106]。
- 馬尼拉：黎刹公园、西班牙古城（圣·奥古斯丁教堂（马尼拉）、马尼拉大教堂、圣地亚哥古堡）、唐人街、马拉坎南宫（总统府）、美军纪念公墓、塔尔湖
- 百胜滩（瀑布）。
- 马荣火山：位於吕宋岛东南端的馬榮火山自然公園，以其山形為完美的圓錐體而聞名。
- 碧瑶：花都，避暑盛地，盛產草莓。
- 長灘島：位於米沙鄢群島的阿克蘭省。

##### 菲律賓遊學產業
一直跟菲律賓經貿關係良好的韓國，因許多企業有大量訓練員工英文能力的需求，在2000年開始，看準菲律賓的優勢: 1)英語能力 2)低廉的人力成本3)豐富的觀光資源，到菲律賓開發旅遊與教育結合的遊學產業，後來日本在2010年左右也開始將商業觸手伸往此，由於這兩國比其他國家還要早在菲律賓遊學產業上插旗，現今語言學校仍然多是韓資及日資。
隨著語言學校在菲律賓一間一間的開，遊學產業開始蓬勃的發展起來，近年來菲律賓觀光部開始將其推廣到全世界，越來越多來自世界各地想學英文的學生來菲律賓遊學，使得菲律賓在ESL產業的重要性趨於重要，逐漸成為了亞洲的ESL教學中心。目前宿霧、克拉克、碧瑤、長灘島為大多數學生選擇的遊學地點。

### 渔业
漁業是菲律宾重要的产业。2013年，菲律宾渔业产值占农业产值的16.27%。菲律宾与台湾因专属经济海域与重叠问题，曾发生多次渔业纠纷。2013年，菲律宾海岸防卫队曾射杀台湾渔民。

## 海外菲律賓人
由於國內經濟環境差劣，貪污情況嚴重，菲律賓女性出外到鄰國謀生者眾，她們大多以家庭傭工為最主要職業，當性工作者次之。是以菲律賓曾被戲稱為「傭人之國」，部份菲律賓人感到不滿並上街示威，撰文的香港作家陶杰亦因此被當局禁止入境。於美軍基地附近酒吧打工的菲律賓女郎，隨退役美軍嫁到海外者亦為數不少。

## 社会

### 治安問題
菲律宾治安長年欠佳，在馬尼拉人質事件发生后处理不当，影响了当地旅遊業的发展。另外因政府貪污腐敗，枪械管制寬鬆，加上失業和貧窮等社会问题嚴重，時常發生針對富人的綁架案，被戲稱為「綁架之都」。
| 年份       | 记录在案的 罪案数 | 记录在案的 绑架案数 | 绑架案 受害人数 | 备注 |
| ---------- | ----------------- | ------------------- | --------------- | --- |
| 2008       | 62,148            | 135                 | —               | 每个月均有绑架案发生 |
| 2009       | 101,798           | 138                 | 143             | 138宗绑架案中，79宗要求赎金，另外59宗与叛乱、恐怖主义等有关； 82宗发生在棉兰老岛，29宗发生在吕宋岛，马尼拉都会区有24宗，另外3宗发生在米沙鄢群岛； 受害人之中至少116个为菲律宾人； 143个受害人中，46个仍然被绑架，38个已获释放，31人被救出，13人被杀，10人死于绑架失败，5人逃脱。 |
| 2010上半年 | —                 | 56                  | 73              | 绑架案多发生在棉兰老岛 |

菲律賓南部民答那峨島嶼附近有：
- 恐怖攻擊與綁架民眾的阿布沙耶夫集團；出沒於馬來西亞沙巴、巴拉望島、西巴丹島、民答那峨島西部的三寶顏半島、民答那峨島南拉瑙省馬拉維市
- 以軍事武力尋求獨立的回教祈禱團解放組織
- 在中部島嶼西內格羅省與偏遠島嶼有以軍事武力襲擊與綁架民眾軍警，恐嚇勒索公司錢財，外圍組織會在馬尼拉舉行示威抗議遊行的菲律賓共產黨[30]

## 外部連結
- 《世界概况》上有关Philippines的条目 （英文）
- 中的“菲律宾” （英文）
- Wikitravel旅遊指南 - 菲律宾 （页面存档备份，存于）（英文）
- 維基媒體的菲律宾地圖集  （英文）
- OpenStreetMap上有關菲律宾的地理